# أرنولد بيك (متزحلق جبال الألب)
أرنولد بيك (بالألمانية: Arnold Beck)‏ هو متزحلق جبال الألب ليختنشتاني، ولد في 15 يناير 1949، وتوفي في 10 يوليو 2014.

## وصلات خارجية
- أرنولد بيك على موقع أوليمبيديا (الإنجليزية)